# Liste des monuments historiques protégés en 1875
Cet article recense les monuments historiques français classés par la liste de monuments publiée en 1875.

## Protections
| Édifice                                                                  | Commune                      | Département             | Région                     | Base Mérimée                         | Coordonnées                        | Image |
| ------------------------------------------------------------------------ | ---------------------------- | ----------------------- | -------------------------- | ------------------------------------ | ---------------------------------- | ----- |
| Palais épiscopal de Laon                                                 | Laon                         | Aisne                   | Hauts-de-France            | « PA00115725 », notice no PA00115725 | 49° 34′ 05″ nord, 3° 37′ 15″ est   |       |
| Porte de Soissons                                                        | Laon                         | Aisne                   | Hauts-de-France            | « PA00115769 », notice no PA00115769 | 49° 34′ 05″ nord, 3° 37′ 15″ est   |       |
| Abbaye Saint-Médard de Soissons                                          | Soissons                     | Aisne                   | Hauts-de-France            | « PA00115940 », notice no PA00115940 | 49° 22′ 45″ nord, 3° 19′ 29″ est   |       |
| Abbaye Saint-Jean-des-Vignes                                             | Soissons                     | Aisne                   | Hauts-de-France            | « PA00115938 », notice no PA00115938 | 49° 22′ 45″ nord, 3° 19′ 29″ est   |       |
| Théâtre romain                                                           | Soissons                     | Aisne                   | Hauts-de-France            | « PA00115951 », notice no PA00115951 | 49° 22′ 45″ nord, 3° 19′ 29″ est   |       |
| Château des ducs de Bourbon                                              | Moulins                      | Allier                  | Auvergne-Rhône-Alpes       | « PA00093190 », notice no PA00093190 | 46° 33′ 45″ nord, 3° 19′ 36″ est   |       |
| Cathédrale Notre-Dame                                                    | Moulins                      | Allier                  | Auvergne-Rhône-Alpes       | « PA00093188 », notice no PA00093188 | 46° 33′ 45″ nord, 3° 19′ 36″ est   |       |
| Église Saint-Désiré                                                      | Saint-Désiré                 | Allier                  | Auvergne-Rhône-Alpes       | « PA00093266 », notice no PA00093266 | 46° 30′ 27″ nord, 2° 27′ 00″ est   |       |
| Église Sainte-Croix                                                      | Saint-Pourçain-sur-Sioule    | Allier                  | Auvergne-Rhône-Alpes       | « PA00093288 », notice no PA00093288 | 46° 18′ 16″ nord, 3° 18′ 19″ est   |       |
| Église Saint-Martin                                                      | Ygrande                      | Allier                  | Auvergne-Rhône-Alpes       | « PA00093375 », notice no PA00093375 | 46° 32′ 59″ nord, 2° 56′ 31″ est   |       |
| Enceinte de Sisteron                                                     | Sisteron                     | Alpes-de-Haute-Provence | Provence-Alpes-Côte d'Azur | « PA00080496 », notice no PA00080496 | 44° 12′ 01″ nord, 5° 55′ 51″ est   |       |
| Église Saint-Étienne de Mélas                                            | Le Teil                      | Ardèche                 | Auvergne-Rhône-Alpes       | « PA00116824 », notice no PA00116824 | 44° 32′ 36″ nord, 4° 39′ 53″ est   |       |
| Château de Terride                                                       | Mirepoix                     | Ariège                  | Occitanie                  | « PA00093827 », notice no PA00093827 | 43° 06′ 34″ nord, 1° 52′ 09″ est   |       |
| Cathédrale Saint-Sauveur                                                 | Aix-en-Provence              | Bouches-du-Rhône        | Provence-Alpes-Côte d'Azur | « PA00080981 », notice no PA00080981 | 43° 32′ 10″ nord, 5° 23′ 55″ est   |       |
| Église Sainte-Anne                                                       | Arles                        | Bouches-du-Rhône        | Provence-Alpes-Côte d'Azur | « PA00081136 », notice no PA00081136 | 43° 32′ 49″ nord, 4° 39′ 44″ est   |       |
| Église Sainte-Catherine                                                  | Honfleur                     | Calvados                | Normandie                  | « PA00111390 », notice no PA00111390 | 49° 24′ 47″ nord, 0° 14′ 15″ est   |       |
| Villa gallo-romaine de la Coue d'Auzenat                                 | Brossac                      | Charente                | Nouvelle-Aquitaine         | « PA00104265 », notice no PA00104265 | 45° 19′ 26″ nord, 0° 02′ 48″ ouest |       |
| Église Saint-Laurent d'Arnay-le-Duc                                      | Arnay-le-Duc                 | Côte-d'Or               | Bourgogne-Franche-Comté    | « PA00112067 », notice no PA00112067 | 47° 07′ 39″ nord, 4° 28′ 46″ est   |       |
| Oppidum de Vertillum                                                     | Vertault                     | Côte-d'Or               | Bourgogne-Franche-Comté    | « PA00112716 », notice no PA00112716 | 47° 55′ 29″ nord, 4° 19′ 37″ est   |       |
| Abbaye Saint-Magloire de Léhon                                           | Léhon                        | Côtes-d'Armor           | Bretagne                   | « PA00089303 », notice no PA00089303 | 48° 26′ 19″ nord, 2° 03′ 13″ ouest |       |
| Camp de Péran                                                            | Plédran                      | Côtes-d'Armor           | Bretagne                   | « PA00089399 », notice no PA00089399 | 48° 26′ 35″ nord, 2° 44′ 43″ ouest |       |
| Dolmen dit La Pierre Levée                                               | Bougon                       | Deux-Sèvres             | Nouvelle-Aquitaine         | « PA00101195 », notice no PA00101195 | 46° 22′ 05″ nord, 0° 03′ 30″ ouest |       |
| Cathédrale Saint-Jean de Besançon                                        | Besançon                     | Doubs                   | Bourgogne-Franche-Comté    | « PA00101462 », notice no PA00101462 | 47° 15′ 19″ nord, 6° 01′ 10″ est   |       |
| Église Notre-Dame-de-Calma                                               | Lachau                       | Drôme                   | Auvergne-Rhône-Alpes       | « PA00116969 », notice no PA00116969 | 44° 12′ 58″ nord, 5° 39′ 07″ est   |       |
| Aqueduc de Maintenon                                                     | Maintenon                    | Eure-et-Loir            | Centre-Val de Loire        | « PA00097145 », notice no PA00097145 | 48° 35′ 02″ nord, 1° 35′ 03″ est   |       |
| Chapelle des Trois-Maries                                                | Mignières                    | Eure-et-Loir            | Centre-Val de Loire        | « PA00097155 », notice no PA00097155 | 48° 21′ 39″ nord, 1° 25′ 26″ est   |       |
| Prison seigneuriale de Guerlesquin                                       | Guerlesquin                  | Finistère               | Bretagne                   | « PA00089986 », notice no PA00089986 | 48° 31′ 54″ nord, 3° 35′ 16″ ouest |       |
| Enclos paroissial de Pleyben                                             | Pleyben                      | Finistère               | Bretagne                   | « PA00090166 », notice no PA00090166 | 48° 14′ 17″ nord, 3° 58′ 31″ ouest |       |
| Abbaye Saint-Mathieu de Fine-Terre                                       | Plougonvelin                 | Finistère               | Bretagne                   | « PA00090242 », notice no PA00090242 | 48° 21′ 05″ nord, 4° 43′ 03″ ouest |       |
| Prieuré de Locmaria                                                      | Quimper                      | Finistère               | Bretagne                   | « PA00090376 », notice no PA00090376 | 47° 59′ 50″ nord, 4° 05′ 28″ ouest |       |
| Château de Beaucaire                                                     | Beaucaire                    | Gard                    | Occitanie                  | « PA00102980 », notice no PA00102980 | 43° 46′ 47″ nord, 4° 35′ 38″ est   |       |
| Tour médiévale de Gallargues-le-Montueux                                 | Gallargues-le-Montueux       | Gard                    | Occitanie                  | « PA30000095 », notice no PA30000095 | 43° 43′ 00″ nord, 4° 10′ 19″ est   |       |
| Castellum divisorium de Nîmes                                            | Nîmes                        | Gard                    | Occitanie                  | « PA00103093 », notice no PA00103093 | 43° 50′ 42″ nord, 4° 20′ 53″ est   |       |
| Tourraque de Lacouture                                                   | Biran                        | Gers                    | Occitanie                  | « PA00094747 », notice no PA00094747 | 43° 41′ 41″ nord, 0° 24′ 15″ est   |       |
| Pile de Saint-Lary                                                       | Saint-Lary                   | Gers                    | Occitanie                  | « PA00094917 », notice no PA00094917 | 43° 43′ 13″ nord, 0° 29′ 52″ est   |       |
| Abbaye de Blasimon                                                       | Blasimon                     | Gironde                 | Nouvelle-Aquitaine         | « PA00083150 », notice no PA00083150 | 44° 45′ 01″ nord, 0° 05′ 21″ ouest |       |
| Tour de Veyrines                                                         | Mérignac                     | Gironde                 | Nouvelle-Aquitaine         | « PA00083631 », notice no PA00083631 | 44° 49′ 56″ nord, 0° 40′ 54″ ouest |       |
| Église Saint-Jean                                                        | Beauzac                      | Haute-Loire             | Auvergne-Rhône-Alpes       | « PA00092600 », notice no PA00092600 | 45° 15′ 24″ nord, 4° 05′ 34″ est   |       |
| Église Notre-Dame-de-l'Assomption                                        | Bourbonne-les-Bains          | Haute-Marne             | Grand Est                  | « PA00078955 », notice no PA00078955 | 47° 56′ 39″ nord, 5° 44′ 31″ est   |       |
| Église Notre-Dame                                                        | Wassy                        | Haute-Marne             | Grand Est                  | « PA00079290 », notice no PA00079290 | 48° 29′ 58″ nord, 4° 55′ 51″ est   |       |
| Abbaye Saint-Colomban                                                    | Luxeuil-les-Bains            | Haute-Saône             | Bourgogne-Franche-Comté    | « PA00102201 », notice no PA00102201 | 47° 49′ 26″ nord, 6° 21′ 49″ est   |       |
| Abbaye d'Abondance                                                       | Abondance                    | Haute-Savoie            | Auvergne-Rhône-Alpes       | « PA00118335 », notice no PA00118335 | 46° 15′ 58″ nord, 6° 43′ 56″ est   |       |
| Borne de la Forclaz-du-Prarion                                           | Saint-Gervais-les-Bains      | Haute-Savoie            | Auvergne-Rhône-Alpes       | « PA00118436 », notice no PA00118436 | 45° 51′ 26″ nord, 6° 44′ 25″ est   |       |
| Château de Chalucet                                                      | Saint-Jean-Ligoure           | Haute-Vienne            | Nouvelle-Aquitaine         | « PA00100255 », notice no PA00100255 | 45° 41′ 26″ nord, 1° 18′ 28″ est   |       |
| Abbatiale Saint-Sauveur                                                  | Redon                        | Ille-et-Vilaine         | Bretagne                   | « PA00090666 », notice no PA00090666 | 47° 39′ 40″ nord, 2° 04′ 48″ ouest |       |
| Église Saint-Marcel                                                      | Saint-Marcel                 | Indre                   | Centre-Val de Loire        | « PA00097457 », notice no PA00097457 | 46° 36′ 30″ nord, 1° 31′ 25″ est   |       |
| Chapelle Jehan de Seigne                                                 | Bléré                        | Indre-et-Loire          | Centre-Val de Loire        | « PA00097587 », notice no PA00097587 | 47° 18′ 27″ nord, 0° 59′ 14″ est   |       |
| Église Notre-Dame                                                        | Courtefontaine               | Jura                    | Bourgogne-Franche-Comté    | « PA00101839 », notice no PA00101839 | 47° 07′ 57″ nord, 5° 47′ 36″ est   |       |
| Abbaye d'Aigues-Vives                                                    | Faverolles-sur-Cher          | Loir-et-Cher            | Centre-Val de Loire        | « PA00098432 », notice no PA00098432 | 47° 18′ 44″ nord, 1° 10′ 58″ est   |       |
| Chapelle Saint-Thaurin                                                   | La Ferté-Imbault             | Loir-et-Cher            | Centre-Val de Loire        | « PA00098436 », notice no PA00098436 | 47° 24′ 06″ nord, 1° 57′ 32″ est   |       |
| Salle La Diana                                                           | Montbrison                   | Loire                   | Auvergne-Rhône-Alpes       | « PA00117528 », notice no PA00117528 | 45° 36′ 03″ nord, 4° 04′ 17″ est   |       |
| Église prieurale de Saint-Romain-le-Puy                                  | Saint-Romain-le-Puy          | Loire                   | Auvergne-Rhône-Alpes       | « PA00117659 », notice no PA00117659 | 45° 33′ 25″ nord, 4° 07′ 52″ est   |       |
| Château d'Oudon                                                          | Oudon                        | Loire-Atlantique        | Pays de la Loire           | « PA00108764 », notice no PA00108764 | 47° 21′ 19″ nord, 1° 16′ 16″ ouest |       |
| Hôtel Cabu actuellement Musée historique et archéologique de l'Orléanais | Orléans                      | Loiret                  | Centre-Val de Loire        | « PA00098850 », notice no PA00098850 | 47° 52′ 58″ nord, 1° 54′ 58″ est   |       |
| Villa romaine de Bapteste                                                | Moncrabeau                   | Lot-et-Garonne          | Nouvelle-Aquitaine         | « PA00084175 », notice no PA00084175 | 44° 02′ 28″ nord, 0° 22′ 04″ est   |       |
| Ruines romaines de Monflanquin                                           | Monflanquin                  | Lot-et-Garonne          | Nouvelle-Aquitaine         | « PA00084180 », notice no PA00084180 | 44° 31′ 13″ nord, 0° 45′ 29″ est   |       |
| Église Saint-Sabin de Villefranche-du-Queyran                            | Villefranche-du-Queyran      | Lot-et-Garonne          | Nouvelle-Aquitaine         | « PA00084265 », notice no PA00084265 | 44° 18′ 13″ nord, 0° 12′ 43″ est   |       |
| Château d'Angers                                                         | Angers                       | Maine-et-Loire          | Pays de la Loire           | « PA00108871 », notice no PA00108871 | 47° 28′ 37″ nord, 0° 33′ 22″ ouest |       |
| Hôtel Pincé                                                              | Angers                       | Maine-et-Loire          | Pays de la Loire           | « PA00108892 », notice no PA00108892 | 47° 28′ 37″ nord, 0° 33′ 22″ ouest |       |
| Enceinte des Fanils                                                      | Le Mont-Saint-Michel         | Manche                  | Normandie                  | « PA00110466 », notice no PA00110466 | 48° 37′ 20″ nord, 1° 31′ 59″ ouest |       |
| Fortifications du Mont-Saint-Michel                                      | Le Mont-Saint-Michel         | Manche                  | Normandie                  | « PA00110514 », notice no PA00110514 | 48° 37′ 20″ nord, 1° 31′ 59″ ouest |       |
| Église de l'Assomption                                                   | Maurupt-le-Montois           | Marne                   | Grand Est                  | « PA00078743 », notice no PA00078743 | 48° 43′ 53″ nord, 4° 51′ 24″ est   |       |
| Église Saint-Amand                                                       | Saint-Amand-sur-Fion         | Marne                   | Grand Est                  | « PA00078837 », notice no PA00078837 | 48° 49′ 38″ nord, 4° 36′ 41″ est   |       |
| Hypogée de Joeuf                                                         | Jœuf                         | Meurthe-et-Moselle      | Grand Est                  | « PA00106048 », notice no PA00106048 | 49° 13′ 55″ nord, 6° 00′ 42″ est   |       |
| Église Sainte-Agathe                                                     | Longuyon                     | Meurthe-et-Moselle      | Grand Est                  | « PA00106072 », notice no PA00106072 | 49° 27′ 30″ nord, 5° 35′ 30″ est   |       |
| Église Saint-Rémy                                                        | Olley                        | Meurthe-et-Moselle      | Grand Est                  | « PA00106325 », notice no PA00106325 | 49° 10′ 23″ nord, 5° 46′ 04″ est   |       |
| Église Notre-Dame                                                        | Mont-devant-Sassey           | Meuse                   | Grand Est                  | « PA00106585 », notice no PA00106585 | 49° 24′ 40″ nord, 5° 09′ 31″ est   |       |
| Église Saint-Aré                                                         | Decize                       | Nièvre                  | Bourgogne-Franche-Comté    | « PA00112875 », notice no PA00112875 | 46° 48′ 32″ nord, 3° 27′ 59″ est   |       |
| Pyramide commémorative de la bataille de Denain                          | Haulchin                     | Nord                    | Hauts-de-France            | « PA00107547 », notice no PA00107547 | 50° 18′ 48″ nord, 3° 25′ 22″ est   |       |
| Porte de Paris                                                           | Lille                        | Nord                    | Hauts-de-France            | « PA00107723 », notice no PA00107723 | 50° 37′ 54″ nord, 3° 02′ 52″ est   |       |
| Palais Rihour                                                            | Lille                        | Nord                    | Hauts-de-France            | « PA00107721 », notice no PA00107721 | 50° 37′ 54″ nord, 3° 02′ 52″ est   |       |
| Église Saint-Étienne                                                     | Cambronne-lès-Clermont       | Oise                    | Hauts-de-France            | « PA00114560 », notice no PA00114560 | 49° 19′ 33″ nord, 2° 24′ 04″ est   |       |
| Hôtel de ville                                                           | Clermont                     | Oise                    | Hauts-de-France            | « PA00114600 », notice no PA00114600 | 49° 22′ 40″ nord, 2° 24′ 32″ est   |       |
| Église Saint-Thomas de Crépy-en-Valois                                   | Crépy-en-Valois              | Oise                    | Hauts-de-France            | « PA00114659 », notice no PA00114659 | 49° 14′ 10″ nord, 2° 53′ 49″ est   |       |
| Arènes de Senlis                                                         | Senlis                       | Oise                    | Hauts-de-France            | « PA00114882 », notice no PA00114882 | 49° 12′ 43″ nord, 2° 35′ 09″ est   |       |
| Église Notre-Dame                                                        | Autheuil                     | Orne                    | Normandie                  | « PA00110735 », notice no PA00110735 | 48° 33′ 44″ nord, 0° 40′ 27″ est   |       |
| Château de Domfront                                                      | Domfront                     | Orne                    | Normandie                  | « PA00110791 », notice no PA00110791 | 48° 34′ 57″ nord, 0° 36′ 50″ ouest |       |
| Cathédrale Notre-Dame                                                    | Sées                         | Orne                    | Normandie                  | « PA00110943 », notice no PA00110943 | 48° 36′ 17″ nord, 0° 10′ 08″ est   |       |
| Collégiale Saint-Omer                                                    | Lillers                      | Pas-de-Calais           | Hauts-de-France            | « PA00108334 », notice no PA00108334 | 50° 33′ 41″ nord, 2° 28′ 55″ est   |       |
| Vieux Pont d'Orthez                                                      | Orthez                       | Pyrénées-Atlantiques    | Nouvelle-Aquitaine         | « PA00084478 », notice no PA00084478 | 43° 29′ 40″ nord, 0° 46′ 48″ ouest |       |
| Prieuré de Serrabona                                                     | Boule-d'Amont                | Pyrénées-Orientales     | Occitanie                  | « PA00103968 », notice no PA00103968 | 42° 35′ 17″ nord, 2° 35′ 31″ est   |       |
| Cathédrale Sainte-Eulalie-et-Sainte-Julie d'Elne                         | Elne                         | Pyrénées-Orientales     | Occitanie                  | « PA00104012 », notice no PA00104012 | 42° 36′ 03″ nord, 2° 58′ 16″ est   |       |
| Prieuré Saint-Estève de Monastir-del-Camp                                | Passa                        | Pyrénées-Orientales     | Occitanie                  | « PA00104063 », notice no PA00104063 | 42° 33′ 54″ nord, 2° 48′ 17″ est   |       |
| Aqueduc du Gier                                                          | Sainte-Foy-lès-Lyon          | Rhône                   | Auvergne-Rhône-Alpes       | « PA00118031 », notice no PA00118031 | 45° 44′ 10″ nord, 4° 47′ 36″ est   |       |
| Maison Jaillet                                                           | Paray-le-Monial              | Saône-et-Loire          | Bourgogne-Franche-Comté    | « PA00113384 », notice no PA00113384 | 46° 26′ 35″ nord, 4° 06′ 46″ est   |       |
| Église Saint-Laurent                                                     | Saint-Laurent-en-Brionnais   | Saône-et-Loire          | Bourgogne-Franche-Comté    | « PA00113437 », notice no PA00113437 | 46° 16′ 12″ nord, 4° 15′ 24″ est   |       |
| Porte Saint-Julien                                                       | La Ferté-Bernard             | Sarthe                  | Pays de la Loire           | « PA00109757 », notice no PA00109757 | 48° 11′ 03″ nord, 0° 38′ 05″ est   |       |
| Église de l'abbaye Saint-Pierre de Solesmes                              | Solesmes                     | Sarthe                  | Pays de la Loire           | « PA00109972 », notice no PA00109972 | 47° 50′ 40″ nord, 0° 16′ 50″ ouest |       |
| Basilique Saint-Martin                                                   | Aime                         | Savoie                  | Auvergne-Rhône-Alpes       | « PA00118162 », notice no PA00118162 | 45° 33′ 09″ nord, 6° 37′ 06″ est   |       |
| Temple de Diane                                                          | Aix-les-Bains                | Savoie                  | Auvergne-Rhône-Alpes       | « PA00118173 », notice no PA00118173 | 45° 41′ 52″ nord, 5° 54′ 14″ est   |       |
| Abbaye d'Hautecombe                                                      | Saint-Pierre-de-Curtille     | Savoie                  | Auvergne-Rhône-Alpes       | « PA00118305 », notice no PA00118305 | 45° 45′ 56″ nord, 5° 49′ 44″ est   |       |
| Château de Montaiguillon                                                 | Louan-Villegruis-Fontaine    | Seine-Maritime          | Île-de-France              | « PA00087070 », notice no PA00087070 | 48° 36′ 52″ nord, 3° 29′ 21″ est   |       |
| Église Notre-Dame                                                        | Othis                        | Seine-Maritime          | Île-de-France              | « PA00087185 », notice no PA00087185 | 49° 04′ 58″ nord, 2° 39′ 15″ est   |       |
| Remparts de Provins                                                      | Provins                      | Seine-et-Marne          | Île-de-France              | « PA00087247 », notice no PA00087247 | 48° 33′ 48″ nord, 3° 17′ 15″ est   |       |
| Château d'Arques-la-Bataille                                             | Arques-la-Bataille           | Seine-et-Marne          | Normandie                  | « PA00100544 », notice no PA00100544 | 49° 52′ 56″ nord, 1° 08′ 12″ est   |       |
| Église Saint-Pierre                                                      | Darnétal                     | Seine-et-Marne          | Normandie                  | « PA00100618 », notice no PA00100618 | 49° 26′ 40″ nord, 1° 09′ 20″ est   |       |
| Abbaye de Graville                                                       | Le Havre                     | Seine-et-Marne          | Normandie                  | « PA00100694 », notice no PA00100694 | 49° 29′ 54″ nord, 0° 08′ 25″ est   |       |
| Abbaye Saint-Georges de Boscherville                                     | Saint-Martin-de-Boscherville | Seine-et-Marne          | Normandie                  | « PA00101033 », notice no PA00101033 | 49° 26′ 41″ nord, 0° 57′ 46″ est   |       |
| Maison des Viguiers                                                      | Albi                         | Tarn                    | Occitanie                  | « PA00095477 », notice no PA00095477 | 43° 55′ 33″ nord, 2° 08′ 49″ est   |       |
| Maison du Grand Fauconnier                                               | Cordes-sur-Ciel              | Tarn                    | Occitanie                  | « PA00095535 », notice no PA00095535 | 44° 04′ 05″ nord, 1° 57′ 13″ est   |       |
| Abbaye de Beaulieu-en-Rouergue                                           | Ginals                       | Tarn-et-Garonne         | Occitanie                  | « PA00095750 », notice no PA00095750 | 44° 13′ 12″ nord, 1° 52′ 42″ est   |       |
| Château des Arcs                                                         | Cachan                       | Val-d'Oise              | Île-de-France              | « PA00079856 », notice no PA00079856 | 48° 47′ 30″ nord, 2° 19′ 54″ est   |       |
| Porte Neuve de Monteux                                                   | Monteux                      | Vaucluse                | Provence-Alpes-Côte d'Azur | « PA00082083 », notice no PA00082083 | 44° 02′ 01″ nord, 4° 59′ 05″ est   |       |
| Église Saint-Romain                                                      | Curzon                       | Vendée                  | Pays de la Loire           | « PA00110085 », notice no PA00110085 | 46° 27′ 04″ nord, 1° 18′ 05″ ouest |       |
| Abbaye Saint-Vincent                                                     | Nieul-sur-l'Autise           | Vendée                  | Pays de la Loire           | « PA00110180 », notice no PA00110180 | 46° 25′ 29″ nord, 0° 39′ 58″ ouest |       |
| Cathédrale Saint-Pierre                                                  | Poitiers                     | Vienne                  | Nouvelle-Aquitaine         | « PA00105586 », notice no PA00105586 | 46° 35′ 02″ nord, 0° 21′ 36″ est   |       |
| Église Saint-Pierre-et-Saint-Paul                                        | Appoigny                     | Yonne                   | Bourgogne-Franche-Comté    | « PA00113573 », notice no PA00113573 | 47° 51′ 59″ nord, 3° 31′ 12″ est   |       |
| Enceinte de Vézelay                                                      | Vézelay                      | Yonne                   | Bourgogne-Franche-Comté    | « PA00113936 », notice no PA00113936 | 47° 27′ 09″ nord, 3° 42′ 38″ est   |       |
| Église Saint-Germain-de-Paris                                            | Hardricourt                  | Yvelines                | Île-de-France              | « PA00087451 », notice no PA00087451 | 49° 00′ 39″ nord, 1° 53′ 14″ est   |       |
| Cimetière de Montfort-l'Amaury                                           | Montfort-l'Amaury            | Yvelines                | Île-de-France              | « PA00087550 », notice no PA00087550 | 48° 46′ 17″ nord, 1° 48′ 32″ est   |       |